# Henri Cugnon
Henri Cugnon (Forrières, 5 februari 1914 - Bertrix, 18 april 1984) was een Belgisch volksvertegenwoordiger, senator en burgemeester.

## Levensloop
Cugnon was het voorlaatste kind in een gezin met zeven kinderen. Zijn vader Louis Cugnon werkte als metselaar bij de spoorwegmaatschappij in Jemelle en was voor de socialisten provincieraadslid van Luxemburg en burgemeester van Forrières. 
Hij volgde lager onderwijs in zijn geboorteplaats en doorliep daarna middelbare studies in Rochefort, waar hij samen met anderen door de schooldirecteur werd aangemoedigd om een opleiding te volgen die hem in staat zou stellen om examens af te leggen voor een administratieve functie. In 1931 behaalde Cugnon aan de coöperatieve unie van Luik het diploma van boekhouder en ging hij als boekhouder aan de slag bij de coöperatieve bakkerij in Libramont. In 1936 legde hij met succes een examen voor sociale promotie af, waarna hij inspecteur en verkoopscoördinator aan de slag bij de unie van coöperatieven in de Semoisvallei en de Gaumestreek. In 1946 werd Cugnon dan hoofdinspecteur van de commerciële dienst van de provincie Luxemburg, waarvoor hij zich in Bertrix vestigde. In december 1952 ruilde hij deze functie in voor die van secretaris-penningmeester van de PSB-federatie van de provincie Luxemburg, een ambt dat hij uitoefende tot in februari 1982. Van 1933 tot 1938 was hij tevens afgevaardigde van de Socialistische Mutualiteit in Forrières.
In het voetspoor van zijn vader werd Cugnon politiek actief voor de socialisten. Als lid van de Socialistische Jonge Wacht was hij actief betrokken in de strijd tegen het fascisme en het nazisme en in september 1934 werd hij federaal secretaris van de Socialistische Jonge Wacht in Luxemburg. Onder zijn leiderschap stelde de Luxemburgse SJW  zich kritisch op tegenover de nationale leiding van de Belgische Werkliedenpartij en steunde hij de strekking rond Paul-Henri Spaak en Albert Marteaux, die de partij een radicaal-linkse koers wilden doen varen. In 1936 werd hij door leidende figuren van de fascistische partij Rex in Luxemburg voor de rechter gedaagd voor het verspreiden van anti-rexistische traktaten die als lasterlijk werden ervaren, maar de rechtbank verklaarde zich onbevoegd en Cugnon werd buiten vervolging gesteld. Tijdens de Tweede Wereldoorlog was Cugnon actief in het verzet en was hij aangesloten bij het Geheim Leger.
Van december 1952 tot november 1954 was Cugnon federaal secretaris van de PSB-federatie van de provincie Luxemburg. In november 1954 volgde hij Edmond Jacques op als volksvertegenwoordiger voor het arrondissement Neufchâteau-Virton, een functie die hij bekleedde tot in 1965. In de Kamer verdedigde hij de belangen van zijn provincie en pleitte hij voor investeringen in het verkeers- en communicatienetwerk van de afgelegen provincie. Daarnaast brak hij een lans voor de ontwikkeling van het officieel onderwijs in de provincie. In 1965 werd hij niet meer herkozen als Kamerlid, waarna hij overstapte naar de Senaat. Van 1965 tot 1971 was Cugnon gecoöpteerd senator en van 1971 tot 1974 en van 1977 tot 1981 was hij rechtstreeks gekozen senator. Hij was lid van de Senaatscommissies Leefmilieu, Middenstand en Landsverdediging en verdedigde ook in de Hoge Vergadering de belangen van zijn provincie. In de periode 1971-1974 en 1977-1981 zetelde hij ook in de Franse Cultuurraad en opvolger de Franse Gemeenschapsraad en van 1980 tot 1981 zetelde hij in de Waalse Gewestraad.
Als aanhanger van het federalisme was Cugnon ook een actief militant van de Waalse Beweging die zich bijvoorbeeld verzette tegen de overheveling van de Voerstreek naar Limburg. Vanaf 1962 was hij lid van de Mouvement populaire wallon en in 1963 trad hij toe tot het Centraal Comité voor Waalse Actie. Ook vertegenwoordigde hij zijn partij in het Collège Exécutif de Wallonie. Nadat de PSB in september 1963 lidmaatschap van de partij onverenigbaar verklaarde met lidmaatschap van de MPW, beëindigde Cugnon zijn engagement binnen de MPW. In juli 1961 was hij in de Kamer een van de indieners van een wetsvoorstel ter herziening van de grondwet, dat België moest omvormen tot een federale staat met twee gemeenschappen en drie gewesten, maar zonder concrete gevolgen bleef.
Op lokaal niveau werd Cugnon in 1958 verkozen tot gemeenteraadslid van Bertrix. Van 1971 tot 1972 was hij er schepen en van 1972 tot 1976 was hij burgemeester van de gemeente. Na de gemeenteraadsverkiezingen van 1982 werd Cugnon opnieuw schepen van Bertrix. Hij zou begin 1985 opnieuw burgemeester van de gemeente worden, maar ziekte besliste daar anders over: in april 1984 overleed Cugnon op 70-jarige leeftijd aan longkanker.